# ميكس إف إم (سوريا)
إذاعة ميكس إف إم هي محطة إذاعية سورية خاصة تبث باللغة الإنكليزية من دمشق. تبث الأغاني والموسيقى الأجنبية الراقصة والبرامج المتعلقة بالفنون الموسيقية وبرامج الدي جي بالإضافة لمواكبة حفلات موسيقية تقام في سوريا.